# タカグア沢

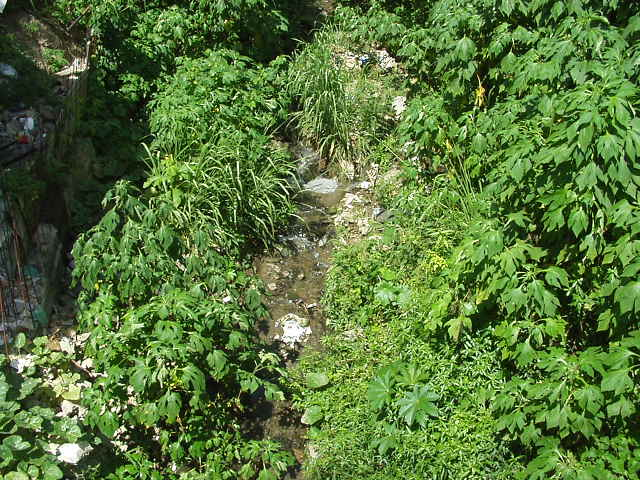
上流部（2004年8月）

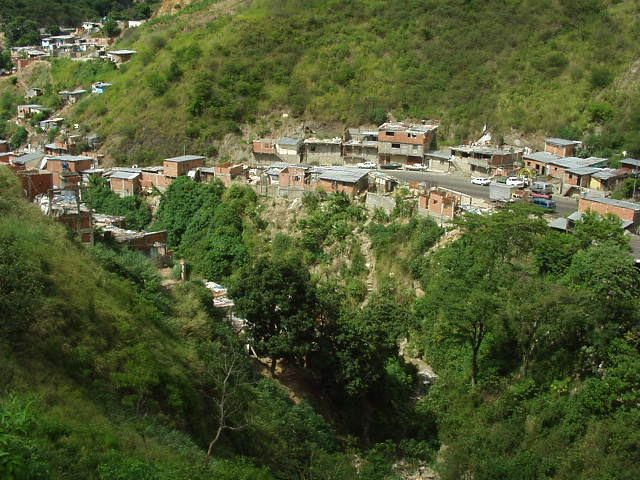
傾斜地に張り付く家（2004年8月）

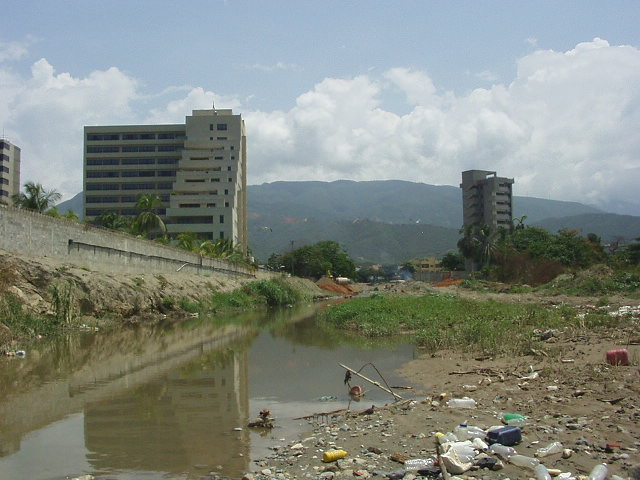
河口付近（2004年9月）

タカグア沢（タカグアさわ、Quebrada Tacagua）は、ベネズエラの首都地区リベルタドル市とラ・グアイラ州にかけて流れる川で、カリブ海に注ぐ。

## 流路
アビラ山地の西部、南側に源を持つ。カラカス盆地の北西の端をかすめるようにして西に流れる。険峻な山地をラトリゲラ尾根とネグロ山の間で断ち割って北に流れ、海岸沿いで平地に出る。北西に向きを変えてカティアラマルで海に注ぐ。
カラカス盆地に下る水は、西に向かってすぐ海に出るタカグア沢ではなく、東に抜けるグアイレ川に合流し、トゥイ川を経てはるか東方で海に出る。

## 流域の土地利用
カラカス盆地から西に向かう流路に沿って、カラカス＝ラ・グアイラ自動車道が走る。首都の外港ラ・グアイラやマイケティア国際空港とカラカスを結ぶ主要道である。タカグア沢沿いは平地に乏しいので、道路は山の斜面に造成されている。この道路はネグロ山付近をトンネルで抜け、東に向かって川沿いから去る。
険阻な中流域にも多くの住宅地が散在する。一部は川沿いに走るカラカス＝ラ・グアイラ旧道に接し、一部は川沿いにわずかにある緩い傾斜地にある。尾根沿いにつけられた道に沿って、山の上にも建つ。
下流の流れは濁っている。下流の平地部はカティアラマルの町で、マイケティア国際空港の西にあたる。空港の旅客のためのホテルが多い。

## 主な支流
- エル・アスノ沢 (Quebrada El Asno)
- オホ・デ・アグア沢 (Quebrada Ojo de Agua)
- トポ川 (Rio Topo)
- トリンチェーロス沢 (Quebrada Trincheros)

## 流域の都市
- カラカス
- カティアラマル